# サクラプレジール
サクラプレジール（英:Sakura Plaisir、2010年3月14日 - ）は、日本の競走馬、繁殖牝馬。主な勝ち鞍は2013年のフラワーカップ（GIII）。

## 経歴

### 出生の背景
母サクラプレステージは、1997年に谷岡牧場新和分場で生産されたブライアンズタイム産駒の牝馬である。半姉にサクラキャンドル（エリザベス女王杯）、半兄にサクラチトセオー（天皇賞・秋）がいる血統で、現役時代は中央で20戦3勝の成績を残し繁殖牝馬となった。本馬を産むまでの産駒で最も目立った成績を残したのは2番仔サクラドルチェ（牝、父タイキシャトル）で、1000万下条件特別勝ちを含め中央5戦3勝の成績を残し繁殖牝馬となっている。
本馬サクラプレジールは、母の6番仔として2010年に新和牧場で産まれた。同じ父サクラプレジデントの全兄姉はあわせて3頭おり、全て中央で勝利をあげているが中央では1勝止まりであった。
サクラプレステージは本馬のあとにキングヘイローの牡馬を出した後に死亡している。

### 牧場時代
サクラプレジールの牧場時代は、「頭の良い馬」で馬体は「普通のサイズ」。「気性の問題もなく、扱いやすい馬」であったという。さくらコマースの所有馬として、「冠名 + 喜び（フランス語）」を表す「サクラプレジール」という馬名で、所属は美浦トレーニングセンターの尾関知人厩舎となった。

### 競走馬時代
2013年2月10日、東京競馬場の新馬戦（芝1600メートル）に三浦皇成を鞍上にデビューし、2番手から最後の直線で抜け出し勝利。三浦は「出して行っても折り合いはついたし、追ってからもしっかりしていた。距離は延びても良さそう」と振り返った。この勝利をスポーツニッポンは「楽勝」と表している。
キャリア1戦でフラワーカップ（GIII）に横山典弘を鞍上に重賞に挑戦する。単勝オッズ3.6倍の2番人気に推されて出走。スタートから3番手で進み、好位のまま最後の直線で前の2頭をゴール前で捕らえ、後方から追い込んだ3番人気のエバーブロッサムを、ハナの差退けて先頭で入線。連勝で重賞初勝利となった。デビューから2戦目でのフラワーカップ勝利は初めてのことであった。
騎乗した横山は「ギリギリよく粘ってくれました。内目の馬場は状態が悪いので、外のいいところを走らせました。」と話し、加えて、フットワークが非力で体調が弱そうであると評した。所有する全尚烈は「きょう、（東京）都内でソメイヨシノの開花が発表されたから、やってくれそうな気がしていた」とし、尾関は「東京（競馬場）の芝1600メートルを勝っているので、阪神（競馬場）芝1600メートルは向いていると思う」と桜花賞への適性について発言。しかし、馬体重が14キログラム減少とソエがあることから桜花賞出走は慎重であった。なおゴール入線直後、サクラプレジールの後方では丸田恭介騎乗のダイワポライトが5位入線後に右中手骨開放骨折を発症したことをきっかけに3頭が落馬する事故が発生している。
牝馬クラシック競走の第1戦、桜花賞（GI）には出馬登録を行った。しかし、肉体的なダメージやソエを発症しており、横山自身がオーナーの全を説得して桜花賞回避を選択。放牧に出され、優駿牝馬（オークス）（GI）一本に絞って調整がなされた。フラワーカップ優勝から中64日空けてのオークス参戦は、1994年のオンワードノーブル以来19年ぶりの直行ローテーションだった。直前には、横山が「余計なことをしない点が似ている。器は非常に大きい」ことから「まるでブエナビスタだよ」と評していた。史上初の3戦目でのオークス制覇を目指し、単勝オッズ12.9倍の6番人気という支持を集めてGI初出走を果たしたが、メイショウマンボに2.3秒離された14着に敗退した。
その後2年半の間に、秋華賞や重賞、降級によって1600万円以下に参戦。しかし、2015年3月の初音ステークス（1600万円以下）6着以外はすべて二桁着順という結果を残した。2015年12月9日付でJRAの競走馬登録を抹消し引退、北海道日高郡新ひだか町の新和牧場にて繁殖牝馬となった。

## 競走成績
以下の内容は、netkeiba.comの情報に基づく。
| 競走日     | 競馬場 | 競走名      | 格       | 距離（馬場）  | 頭 数 | 枠 番 | 馬 番 | オッズ （人気） | 着順 | タイム （上がり3F） | 着差 | 騎手        | 斤量 [kg] | 1着馬（2着馬）         | 馬体重 [kg] |
| ---------- | ------ | ----------- | -------- | ------------- | ----- | ----- | ----- | --------------- | ---- | ------------------- | ---- | ----------- | --------- | ---------------------- | ----------- |
| 2013.02.10 | 東京   | 3歳新馬     |          | 芝1600m（良） | 16    | 6     | 12    | 004.30（2人）   | 01着 | 01:37.2（34.4）     | -0.2 | 0三浦皇成   | 54        | （クラウンマイスター） | 488         |
| 0000.03.16 | 中山   | フラワーC   | GIII     | 芝1800m（良） | 14    | 3     | 4     | 003.60（2人）   | 01着 | 01:50.0（35.2）     | -0.0 | 0横山典弘   | 54        | （エバーブロッサム）   | 474         |
| 0000.05.19 | 東京   | 優駿牝馬    | GI       | 芝2400m（良） | 18    | 3     | 6     | 012.90（6人）   | 14着 | 02:27.5（37.4）     | -2.3 | 0横山典弘   | 55        | メイショウマンボ       | 480         |
| 0000.10.13 | 京都   | 秋華賞      | GI       | 芝2000m（良） | 18    | 5     | 10    | 064.7（13人）   | 17着 | 02:00.0（35.1）     | -1.4 | 0福永祐一   | 55        | メイショウマンボ       | 488         |
| 2014.02.23 | 小倉   | 小倉大賞典  | GIII     | 芝1800m（良） | 15    | 6     | 12    | 087.4（14人）   | 15着 | 01:47.8（36.8）     | -2.5 | 0勝浦正樹   | 52        | ラストインパクト       | 474         |
| 0000.03.16 | 中山   | 中山牝馬S   | GIII     | 芝1800m（良） | 16    | 8     | 15    | 067.3（15人）   | 16着 | 01:50.6（37.5）     | -2.1 | 0松岡正海   | 53        | フーラブライド         | 474         |
| 0000.06.15 | 東京   | 多摩川S     | 1600万下 | 芝1600m（良） | 18    | 7     | 14    | 068.6（11人）   | 12着 | 01:33.8（36.1）     | -0.7 | 0北村宏司   | 54        | シャイニープリンス     | 482         |
| 0000.12.07 | 中山   | ターコイズS | OP       | 芝1600m（良） | 14    | 7     | 11    | 036.9（13人）   | 10着 | 01:34.2（35.5）     | -0.5 | 0松岡正海   | 52        | ミナレット             | 490         |
| 2015.01.05 | 中山   | サンライズS | 1600万下 | 芝1200m（良） | 16    | 8     | 15    | 011.00（4人）   | 16着 | 01:09.1（34.5）     | -1.3 | 0松岡正海   | 55        | メイショウツガル       | 484         |
| 0000.02.21 | 東京   | 初音S       | 1600万下 | 芝1600m（良） | 15    | 5     | 9     | 111.1（13人）   | 06着 | 01:34.6（34.7）     | -0.4 | 0吉田豊     | 55        | ウエスタンメルシー     | 490         |
| 0000.03.15 | 中山   | 中山牝馬S   | GIII     | 芝1800m（良） | 14    | 4     | 6     | 023.70（8人）   | 14着 | 01:49.0（37.9）     | -1.5 | 0横山典弘   | 52        | バウンスシャッセ       | 494         |
| 0000.10.18 | 東京   | 白秋S       | 1600万下 | 芝1400m（良） | 18    | 5     | 9     | 137.3（15人）   | 11着 | 01:21.6（35.4）     | -1.2 | 0武士沢友治 | 55        | アイライン             | 506         |
| 0000.11.22 | 東京   | ユートピアS | 1600万下 | 芝1600m（良） | 18    | 7     | 13    | 155.1（17人）   | 18着 | 01:38.3（38.0）     | -4.7 | 0松岡正海   | 55        | レッドセシリア         | 488         |

## 繁殖成績
2017年4月13日、谷岡スタットにて初仔の牡馬を出産。「サクラヴァルール」と名付けられた。2019年10月15日の東京競馬場、2歳新馬でデビューし7戦目の2020年9月5日、新潟競馬場の3歳未勝利（芝2000メートル）に横山典弘が騎乗して勝利、産駒初勝利を果たした。
|       | 馬名               | 生年   | 性 | 毛色   | 父                     | 厩舎                                             | 馬主                 | 戦績            | 出典   |
| ----- | ------------------ | ------ | -- | ------ | ---------------------- | ------------------------------------------------ | -------------------- | --------------- | ------ |
| 初仔  | サクラヴァルール   | 2017年 | 牡 | 黒鹿毛 | ジャングルポケット     | 美浦・尾関知人 →高知・田中守 →北海道・村上正和   | （株）さくらコマース | 25戦2勝（現役） | [ 23 ] |
| 2番仔 | サクラファシナンテ | 2018年 | 牝 | 黒鹿毛 | トーセンジョーダン     | 美浦・尾関知人 →北海道・村上正和 →美浦・尾関知人 | （株）さくらコマース | 28戦8勝（引退） | [ 24 ] |
| 3番仔 |                    | 2024年 | 牝 | 栗毛   | カリフォルニアクローム |                                                  |                      |                 | [ 25 ] |

- 情報は、2025年4月13日現在。
- 以上の内容は、JBISリサーチの情報に基づく[26]。

## 血統表
| サクラプレジールの血統            | サクラプレジールの血統                  | サクラプレジールの血統                  | （血統表の出典）                        | （血統表の出典） |
| 父系                              | サンデーサイレンス系                    | サンデーサイレンス系                    | サンデーサイレンス系                    | [ § 2 ]          |
| 父 サクラプレジデント 2000 鹿毛   | 父の父*サンデーサイレンス 1986 青鹿毛   | Halo                                    | Hail to Reason                          | Hail to Reason   |
| 父 サクラプレジデント 2000 鹿毛   | 父の父*サンデーサイレンス 1986 青鹿毛   | Halo                                    | Cosmah                                  |                  |
| 父 サクラプレジデント 2000 鹿毛   | 父の父*サンデーサイレンス 1986 青鹿毛   | Wishing Well                            | Understanding                           | Understanding    |
| 父 サクラプレジデント 2000 鹿毛   | 父の父*サンデーサイレンス 1986 青鹿毛   | Wishing Well                            | Mountain Flower                         |                  |
| 父 サクラプレジデント 2000 鹿毛   | 父の母セダンフォーエバー 1987 鹿毛      | マルゼンスキー                          | Nijinsky                                | Nijinsky         |
| 父 サクラプレジデント 2000 鹿毛   | 父の母セダンフォーエバー 1987 鹿毛      | マルゼンスキー                          | *シル                                   |                  |
| 父 サクラプレジデント 2000 鹿毛   | 父の母セダンフォーエバー 1987 鹿毛      | サクラセダン                            | *セダン                                 | *セダン          |
| 父 サクラプレジデント 2000 鹿毛   | 父の母セダンフォーエバー 1987 鹿毛      | サクラセダン                            | *スワンズウッドグローヴ                 |                  |
| 母 サクラプレステージ 1997 青鹿毛 | 母の父*ブライアンズタイム 1985 黒鹿毛   | Roberto                                 | Hail to Reason                          | Hail to Reason   |
| 母 サクラプレステージ 1997 青鹿毛 | 母の父*ブライアンズタイム 1985 黒鹿毛   | Roberto                                 | Bramalea                                |                  |
| 母 サクラプレステージ 1997 青鹿毛 | 母の父*ブライアンズタイム 1985 黒鹿毛   | Kelley's Day                            | Graustark                               | Graustark        |
| 母 サクラプレステージ 1997 青鹿毛 | 母の父*ブライアンズタイム 1985 黒鹿毛   | Kelley's Day                            | Golden Trail                            |                  |
| 母 サクラプレステージ 1997 青鹿毛 | 母の母サクラクレアー 1982 鹿毛          | *ノーザンテースト                       | Northern Dancer                         | Northern Dancer  |
| 母 サクラプレステージ 1997 青鹿毛 | 母の母サクラクレアー 1982 鹿毛          | *ノーザンテースト                       | Lady Victoria                           |                  |
| 母 サクラプレステージ 1997 青鹿毛 | 母の母サクラクレアー 1982 鹿毛          | *クレアーブリッジ                       | Quadrangle                              | Quadrangle       |
| 母 サクラプレステージ 1997 青鹿毛 | 母の母サクラクレアー 1982 鹿毛          | *クレアーブリッジ                       | Abeyance Lass                           |                  |
| 母系(F-No.)                       | クレアーブリッジ系(FN:13-c)             | クレアーブリッジ系(FN:13-c)             | クレアーブリッジ系(FN:13-c)             | [ § 3 ]          |
| 5代内の近親交配                   | Hail to Reason 4×4、Northern Dancer 5×4 | Hail to Reason 4×4、Northern Dancer 5×4 | Hail to Reason 4×4、Northern Dancer 5×4 | [ § 4 ]          |
| 出典                              | 1. 2. 3. 4.                             | 1. 2. 3. 4.                             | 1. 2. 3. 4.                             | 1. 2. 3. 4.      |